# ヘイスティングズ・カムズ・バンダ
ヘイスティングズ・カムズ・バンダ（Hastings Kamuzu Banda, 1898年2月15日- 1997年11月25日）は、マラウイの政治家。同国の初代大統領、イギリス植民地時代の唯一の首相経験者。独裁者として知られる。

## 生涯

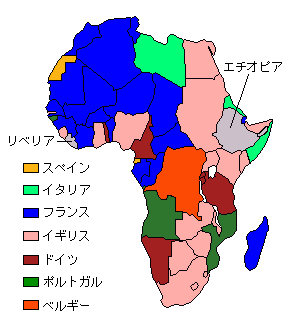
1914年時点のアフリカ大陸の勢力図 マラウイは大陸南部のイギリス領のうちポルトガル領モザンビークに向かって伸びている

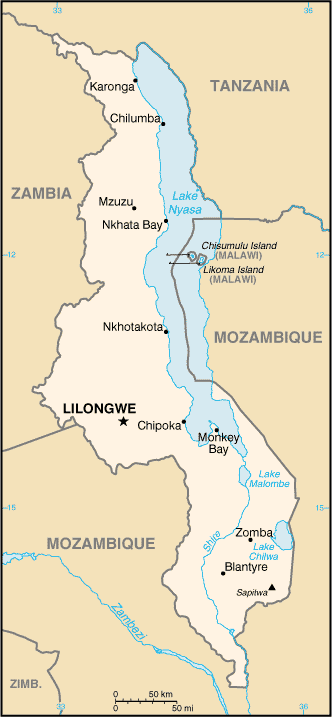
2004年現在のマラウイの地図 東部には大地溝帯に属するマラウイ湖（ニヤサ湖）が広がる

彼が誕生した当時、マラウイはイギリス領北ローデシアの一地方であり、ニヤサランドと呼ばれていた。初等教育を3年間受け、南ローデシア（現在のジンバブエ）、南アフリカ連邦（南アフリカ共和国）などで働き、中等教育を受ける。教会の援助を受けて留学。学士号、博士号を取得。スコットランドで医学教育を受け、1938年エディンバラで開業。1945年にはロンドンで開業した。長老派教会会員でもあり続けた。ロンドンの医院ではエンクルマ（後のガーナ大統領）やケニヤッタ（後のケニア大統領）との交友関係を築いた。1953年から1957年までガーナ中部の都市ケマシに滞在した。
1958年に、ガーナからニヤサランドに帰国。既に母語であったニャンジャ語を流暢に話すことができなくなっており、しばしば通訳が必要であった。イギリス主導の中央アフリカ連邦に対する反対運動を続け投獄される。1960年に出獄後、1963年には中央アフリカ連邦が解消され、1964年7月にはイギリス連邦の一員として独立した。
1963年2月1日、首相に就任。マラウイ共和国が成立した1966年に大統領に、1971年には自ら終身大統領となった。
1970年から始まったマラウイ会議党 (MCP) の一党支配によって、少なくとも3億2000万ドルを私財として蓄えた。20万人以上を裁判もなく収監し、刑務所に閉じ込めている。アパルトヘイト政策下にあった南アフリカ共和国と国交を結んだ数少ないアフリカの国家指導者であった。南アフリカ共和国から援助も受けた。アパルトヘイトが廃止されるまでは他のアフリカ諸国からは国交を結ぶことなど不名誉なことだと見られていた。マラウイの独裁が西側諸国から黙認されていたのは、社会主義政策を取る隣国モザンビークやタンザニアに対する防護壁として役立っていたからだと考えられている。
1980年代初期、サイモン&ガーファンクルの「いとしのセシリア」をラジオ放送で流すことを禁じたため、マラウイ人は詮索のたねができた。ちょうど、愛人のセシリア・タマンダ・カザミラとの関係がまずくなり始めた時期に当たったため、セシリアに帰ってきてくれるよう懇願する内容の歌詞に我慢がならなかったのだ。バンダは保守的だったため、1990年代初期に至るまで、テレビ放送も許さなかった。
1968年から1993年にかけて国民の服装を制限。外国人からみるとかなり奇妙な服装に思われたが、衣装制限は外国人に対しても適用された。女性に対しては太ももを隠すように指導し、ズボンの着用を禁じた。長髪の男性は反大統領を意味すると決め付け、逮捕後、強制的に髪を切られた。
業績もある。イギリスのイートン・カレッジを模したカムズ・アカデミーという中等教育学校をカスングディストリクト内に設立したことだ。外国人教師が、ラテン語と古代ギリシア語を教えた。
1991年、まずイギリスが圧制を続けることを認めないと表明。1992年には国内のカトリック教会が離反、暴動が発生し、政党結成の動きが進んだ。1993年、複数政党制移行への国民投票が実施された。1994年、とうとう民主的な大統領選挙を認めざるを得なくなり、対立候補である南部のヤオ族の代表でもある統一民主戦線 (UDF)代表のバキリ・ムルジに大敗した。1997年、バンダは南アフリカ共和国の病院で死去した。101歳であったと言われる。バンダが設立したマラウイ会議党はその後も大政党として活動を続けている。